# Kristina Sinemus

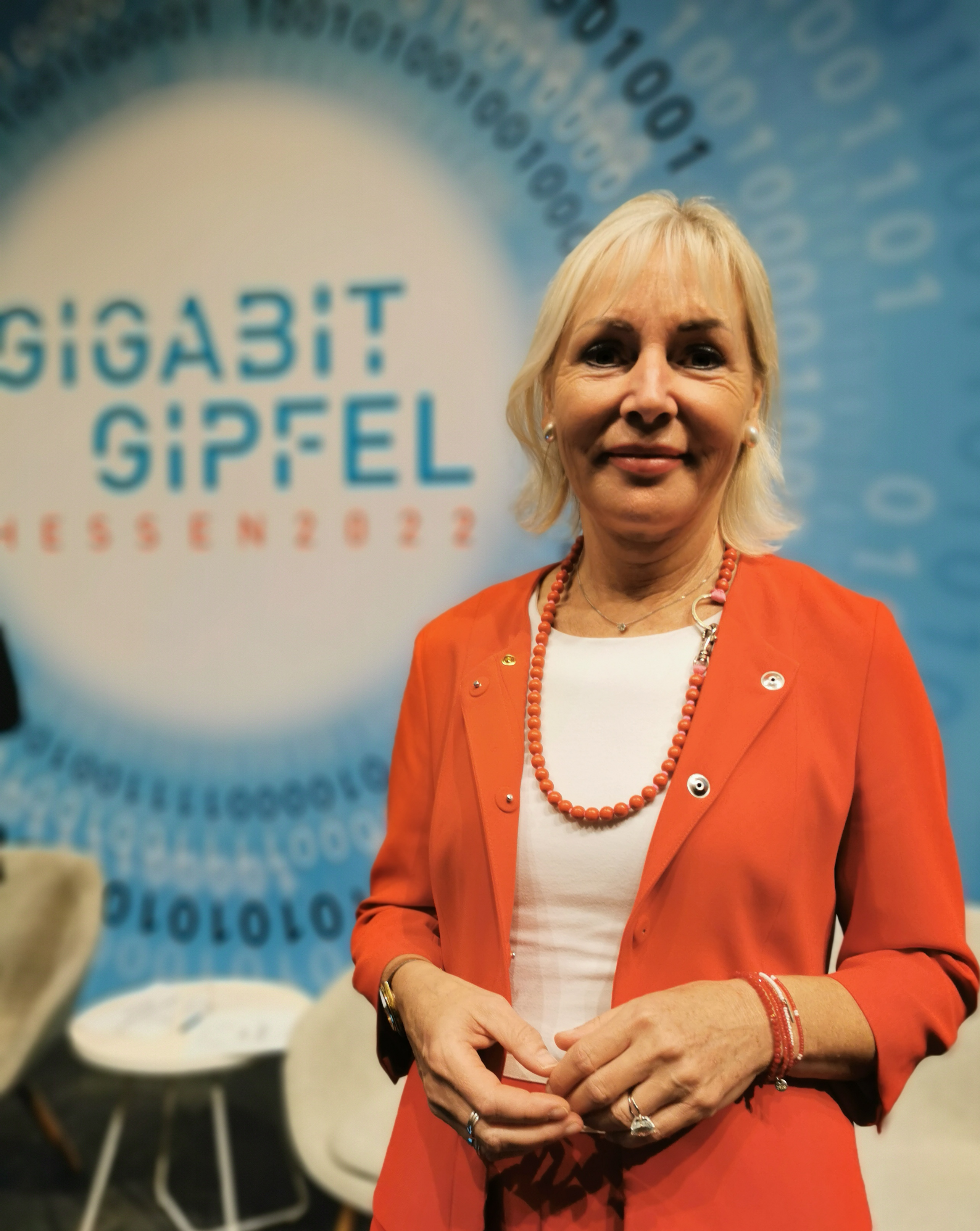
Kristina Sinemus (2022)

Kristina Sinemus (* 16. September 1963 in Darmstadt) ist eine deutsche Unternehmerin und Politikerin (CDU). Seit Januar 2019 ist sie Hessische Ministerin für Digitalisierung und Innovation in den Kabinetten Bouffier III, Rhein I und Rhein II.

## Leben
Kristina Sinemus machte 1982 Abitur. Von 1985 bis 1991 studierte sie in Münster und Kassel Kommunikationswissenschaft, Pädagogik, Biologie und Chemie. 1995 wurde sie an der Technischen Universität Darmstadt zum interdisziplinären Thema Biologische Risikoanalyse gentechnisch hergestellter herbizidresistenter Nutzpflanzen promoviert. 1998 gründete sie als geschäftsführende Gesellschafterin die Genius GmbH, die sich als Fachagentur auf Wissenschaftskommunikation spezialisierte. Sie wurde 2011 an der Quadriga Hochschule Berlin zur Professorin für Public Affairs ernannt. 2014 wurde sie zur Präsidentin der Industrie- und Handelskammer Darmstadt Rhein Main Neckar gewählt. Im September 2018 wurde sie Mitglied im Rat für Digitalethik.
Als zunächst Parteilose wurde Sinemus vom Ministerpräsidenten Volker Bouffier für die CDU Hessen am 15. Januar 2019 zur Staatsministerin des neuen Hessischen Ministeriums für Digitale Strategie und Entwicklung im Kabinett Bouffier III vorgeschlagen. Am 18. Januar 2019 wurde sie offiziell im Landtag ernannt. Im Mai 2020 trat sie in die CDU ein. Das Amt Digitalministerin hat sie seit dem 31. Mai 2022 auch in den Kabinetten Rhein I und Rhein II inne. Auf dem Landesparteitag 2022 der CDU Hessen kandidierte Sinemus um einen der 18 Beisitzerpositionen im CDU-Landesvorstand, erreichte jedoch nur den 21. Platz aller 26 Bewerber, sodass ihre Kandidatur scheiterte.
Kristina Sinemus ist verheiratet, evangelisch und hat zwei Töchter.